# Biografielijst Te

## Te
- Te Arikinui Te Atairangikaahu (1931-2006), koningin van de Maori's (Nieuw-Zeeland)

## Tea
- Marshall Teague (1922-1959), Amerikaans autocoureur
- Gordon Kidd Teal (1907-2003), Amerikaans scheikundig ingenieur
- Owen Teale (1961), Welsh acteur

## Teb
- Renata Tebaldi (1922-2004), Italiaans operazangeres
- Norman Tebbit (1931-2025), Brits politicus
- Gerard Tebroke (1949-1995), Nederlands atleet

## Ted
- Felice Tedeschi (1962), Italiaans autocoureur
- Giovanni Tedeschi (1987), Italiaans autocoureur

## Tee

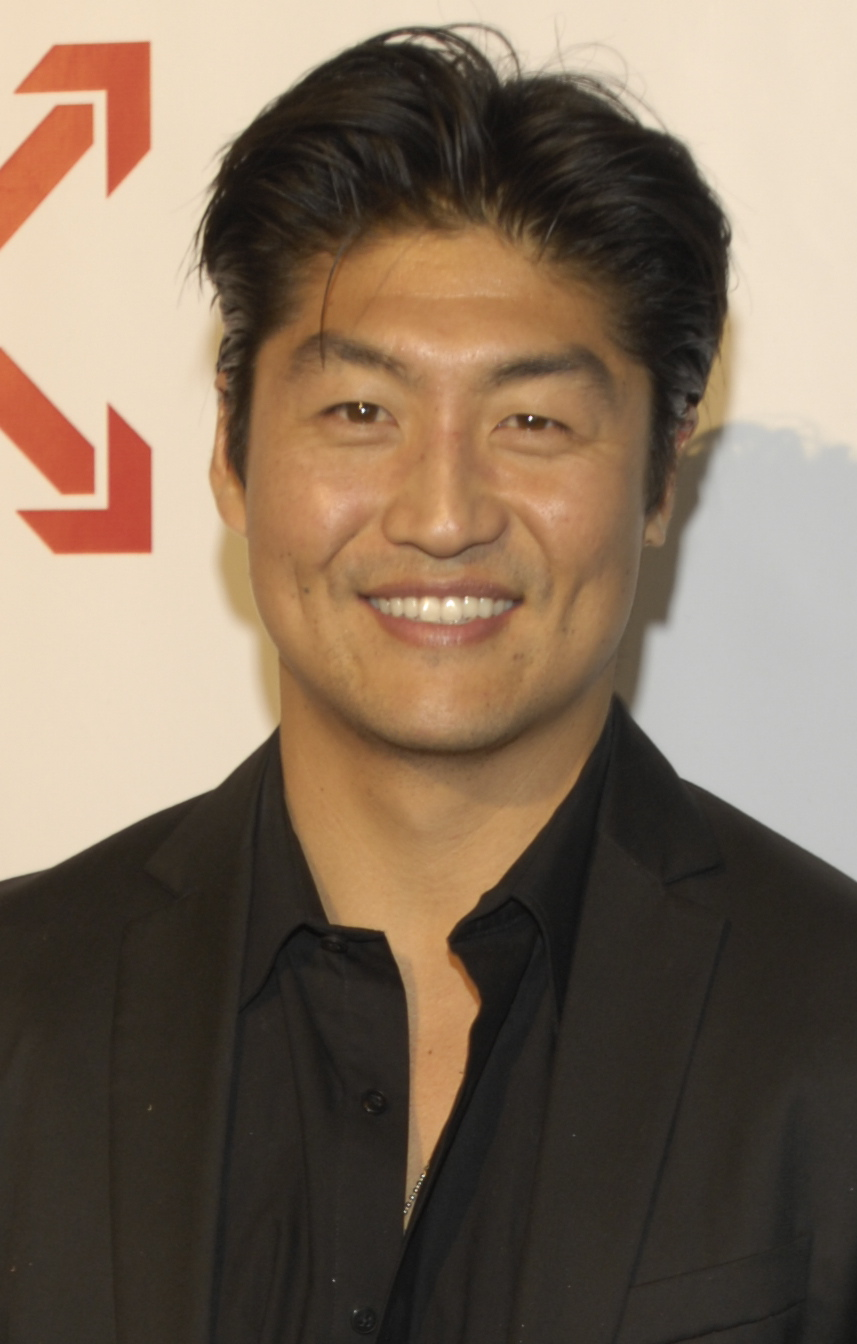
Brian Tee, 2011

- Brian Tee (1977), in Japan geboren Amerikaans acteur en filmproducent
- Claudio Teehankee sr., (1918-1989), opperrechter Filipijns hooggerechtshof (1986-1988)
- Willem Teellinck (1579-1629), Nederlands predikant en theoloog
- Jaan Teemant (1872-1941?), Estisch staatsman
- Marjolein Teepen (1980), Nederlands musicalactrice
- Hans Teeuwen (1967), Nederlands cabaretier
- Herman Teeuwen (1930-2003), Nederlands voetballer
- Wiel Teeuwen (1938-2024), Nederlands voetballer
- Arjen Teeuwissen (1971-2024), Nederlands ruiter
- Fred Teeven (1958), Nederlands officier van justitie en politicus

## Teg
- Haty Tegelaar-Boonacker (1930-1994), Nederlands politica
- Ari Tegelberg (1963-2000), Fins voetballer
- Matt Tegenkamp (1982), Amerikaans atleet

## Tei
- Jan Teijn (1966), Nederlands rechts-extremistisch politicus en activist
- Lucien Teisseire (1919-2007), Frans wielrenner
- Alain Teister (1932-1979), Nederlands schrijver en schilder
- Joel Teitelbaum (1887-1979), Amerikaans rabbijn
- Moshe Teitelbaum (1914-2006), Amerikaans rabbijn
- Alex Teixeira (1990), Braziliaans voetballer
- Ricardo Teixeira (1982), Portugees-Angolees autocoureur
- Joseph Teixeira de Mattos (1892-1971), Nederlands tekenaar en kunstschilder
- Fernando Teixeira Vitienes (1971), Spaans voetbalscheidsrechter

## Tej
- Lidia Gueiler Tejada (1921-2011), voormalig president van Bolivia
- Luis Tejada (1982-2024), Panamees voetballer
- Anay Tejeda (1983), Cubaans atlete

## Tek
- Edgar Tekere (1937-2011), Zimbabwaans politicus
- Kebede Tekeste (1982), Ethiopisch atleet
- Tesfaldet Tekie (1997), Zweeds voetballer
- Galip Tekin (1958-2017), Turks striptekenaar

## Tel
- Sjouke Tel (1945), Nederlands atleet
- George Telek (1959), Papoea-Nieuw-Guinees zanger
- Georg Philipp Telemann (1681-1767), Duits componist
- Zoe Telford (1973), Brits actrice
- Dennis Telgenkamp (1987), Nederlands voetbaldoelman
- Aaron Telitz (1991), Amerikaans autocoureur
- Mieke Telkamp (1934-2016), Nederlands zangeres (Mieke Telgenkamp)
- Bernard Tellegen (1900-1990), Nederlands elektrotechnisch ingenieur
- Uke Tellegen-Veldstra (1910-1991), Nederlands politicus
- Edward Teller (1908-2003), Amerikaans natuurkundige
- John Teller (1983), Amerikaans freestyleskiër
- Joop van Tellingen (1944-2012), Nederlands glamourfotograaf
- Michel Teló (1981), Braziliaans zanger en componist
- André Telting (1935-2010), Surinaams politicus en bankier

## Tem

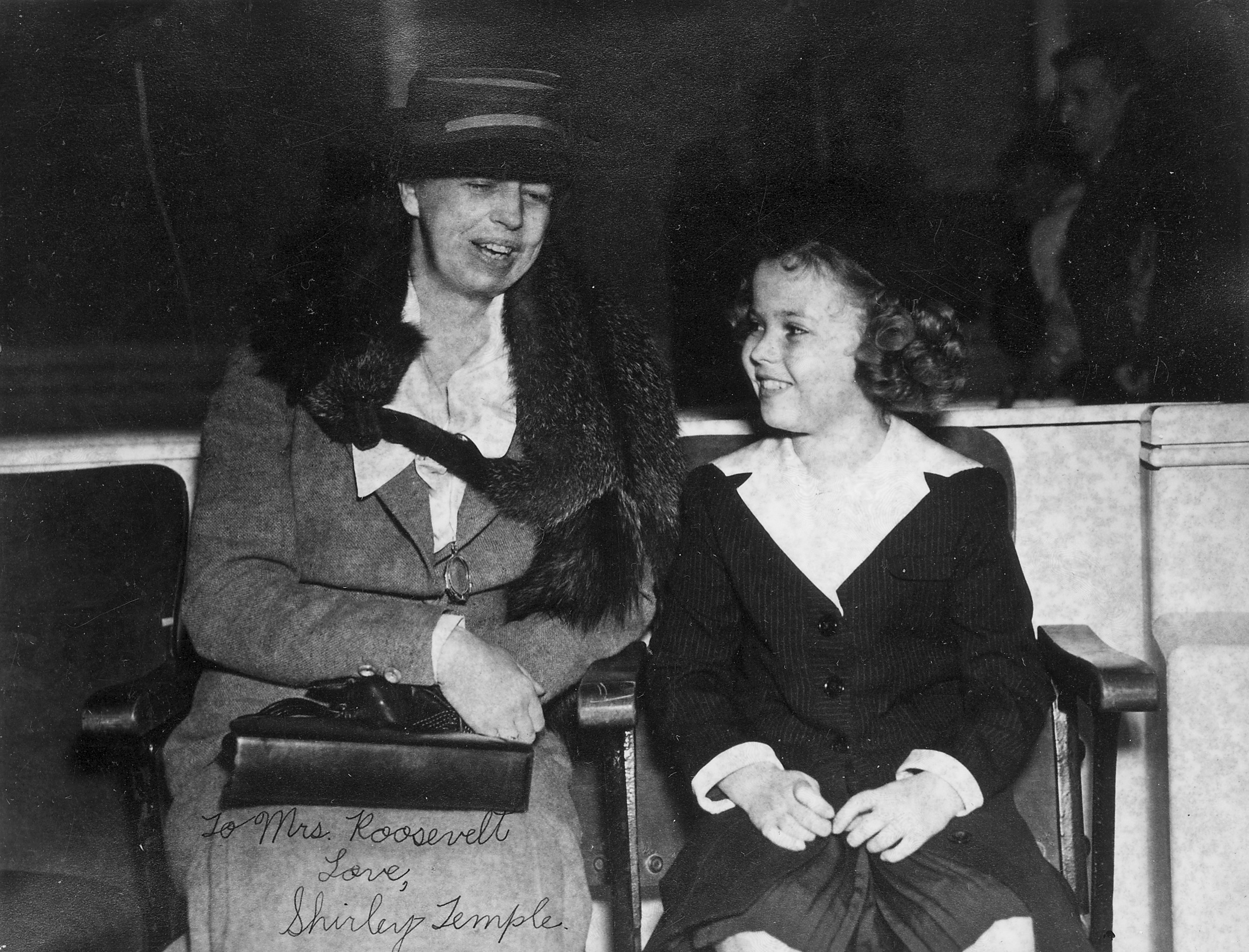
Shirley Temple (rechts) met Eleanor Roosevelt in 1938

- Temedad (ca. 1900), Palaus religieus leider
- Abdeljelil Temimi (1947), Tunesisch geschiedkundige
- Howard M. Temin (1934-1994), Amerikaans geneticus en Nobelprijswinnaar
- Joeri Chatoejevitsj Temirkanov (1938-2023), Russisch dirigent
- Ronny Temmer (1942), Vlaams schlagerzanger
- Gilbert Temmerman (1928-2012), Belgisch politicus
- Kris Temmerman (1973), Belgisch voetballer
- Henk Temming (1923), Nederlands voetballer en ondernemer
- Henk Temming (1951), Nederlands zanger, componist, tekstschrijver, muziekproducent en stemacteur
- Mosje Temming (1940-2008), Nederlands voetballer en huisschilder
- Joey Tempest (1963), Zweeds zanger
- John Tempesta (1964), Amerikaans drummer en drumtechnicus
- Matthew Temple (1999), Australisch zwemmer
- Shirley Temple (1928-2014), Amerikaans kindsterretje
- Shorty Templeman (1919-1962), Amerikaans autocoureur

## Ten
- Denis Ten (1993-2018), Kazachs kunstschaatser
- Sachin Tendulkar (1973), Indiaas cricketspeler
- Taijo Teniste (1988), Ests voetballer
- David Tennant (1971), Schots acteur
- Neil Tennant (1954), Brits zanger
- Henk Tennekes (1936), Nederlands meteoroloog
- Henk Tennekes (1950-2020), Nederlands toxicoloog
- Bradie Tennell (1998), Amerikaans kunstschaatsster
- John Tenniel (1820-1914), Brits tekenaar
- Carlos Tenorio (1979), Ecuadoraans voetballer
- Edwin Tenorio (1976), Ecuadoraans voetballer
- Otilino Tenorio (1980-2005), Ecuadoraans voetballer
- Hans Tentije (Johann Krämer) (1944-2023), Nederlands dichter
- Miltiadis Tentoglou (1998), Grieks atleet

## Teo
- Gilberto Teodoro jr. (1964), Filipijns politicus
- Toribio Teodoro (1887-1965), Filipijns zakenman

## Tep
- Jurij Tepeš (1989), Sloveens schansspringer

## Ter

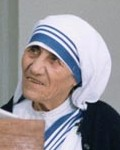
Moeder Teresa

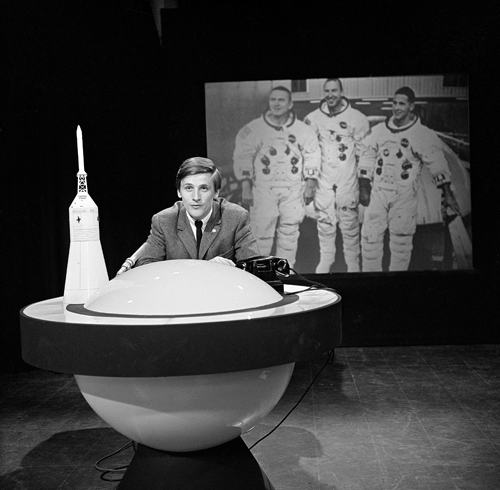
Henk Terlingen

- Eleonora Ter-Parsegova-Machviladze (1875-?), Georgisch activiste en politica
- Aya Terakawa (1984), Japans zwemster
- Toru Terasawa (1935), Japans atleet
- François Terby (1846-1911), Belgisch astronoom
- Aleksandr Terentjev (1999), Russisch langlaufer
- Moeder Teresa (1910-1997), Albanees non
- Konstantin Tereshchenko (1994), Russisch autocoureur
- Valentina Teresjkova (1937), Russisch ruimtevaarder
- Negari Terfa (1983), Ethiopisch atleet
- Leonard Terfelt (1976), Zweeds acteur
- Paul Tergat (1969), Keniaans atleet
- Lee Tergesen (1965), Amerikaans acteur
- Terilekst (1979), Nederlands rapper, producer en illustrator
- Rieneke Terink (1984), Nederlands zwemster
- Studs Terkel (1912-2008), Amerikaans publicist, historicus en radiopresentator
- Søren Terkelsen (ca. 1590-ca. 1656), Deens dichter en vertaler
- Henk Terlingen (1941-1994), Nederlands radio- en televisiepresentator
- Jan Terlouw (1931-2025), Nederlands schrijver en politicus
- Hannie Termeulen (1929-2001), Nederlands zwemster
- Albert Termeulen (1965), Nederlands schaker
- Daniël Termont (1953), Belgisch politicus
- Albert Termote (1887-1978), Vlaams-Nederlands beeldhouwer
- Igor Ter-Ovanesjan (1938), Sovjet-Russisch/Oekraïens atleet
- Doekle Terpstra (1956), Nederlands vakbondsbestuurder
- Erica Terpstra (1943), Nederlands zwemster, sportjournaliste, politica, sportbestuurster en theosofe
- Gerrit Terpstra (1940), Nederlands politicus
- Niki Terpstra (1984), Nederlands wielrenner
- Pieter Terpstra (1919-2006), Fries-Nederlands journalist en schrijver
- Scott Terra (1987), Amerikaans acteur
- Luis Terrazas Fuentes (1829-1923), Mexicaans politicus, militair en zakenman
- Eugène Terre'Blanche (1941-2010), leider van de Afrikaner Weerstandsbeweging
- Josep Maria Terricabras i Nogueras (1946-2024), Spaans filosoof en politicus
- Ellen Terry (1847-1928), Engels actrice
- John Terry (1944), Amerikaans acteur
- John Terry (1980), Engels voetballer
- Sonny Terry (1911-1986), Amerikaans bluesmuzikant
- Twanisha Terry (1999), Amerikaans atlete
- Tyrell Terry (2000), Amerikaans basketballer
- Eddy Terstall (1964), Nederlands filmregisseur
- Peter Terting (1984), Duits autocoureur
- Tertullianus (ca.160-ca.230), Romeins kerkvader
- Frits Terwindt (1914-2008), Nederlands politicus
- Meinarda van Terwisga (1919-1979), Nederlands verzetsstrijder
- Laurent Terzieff (1935-2010), Frans acteur

## Tes
- Robert Tesche (1987), Duits voetballer
- Charlotte Teske (1949), Duits atlete
- Nikola Tesla (1856-1943), Servisch-Amerikaans elektrotechnicus, natuurkundige en uitvinder
- Franco Testa (1937-2025), Italiaans wielrenner
- André Testut (1926-2005), Monegaskisch autocoureur

## Tet
- Paul Tétar van Elven (1823-1896), Nederlands kunstschilder en kunstverzamelaar
- Hannah Teter (1987), Amerikaans snowboarder
- Jacco Tettelaar (1961), Nederlands paralympisch sporter (voorrijder op de tandem)
- Hans Tetzner (1898-1987), Nederlands voetballer en medicus
- Max Tetzner (1896-1932), Nederlands voetballer en schaatser

## Teu
- Karlijn Teuben (1973), Nederlands jurist
- Klaus Teuber (1952-2023), Duits ontwerper
- Jörg Teuchert (1970), Duits motorcoureur
- Jacques Teugels (1946-2024), Belgisch voetballer
- Coen Teulings (1958), Nederlands econoom
- Jan Teulings (1905-1989), Nederlands acteur
- Ron Teunisse (1952), Nederlands atleet
- Evert Teunissen (1930-2025),Nederlands voetbaltrainer
- Jan Teunissen (1898-1975), Nederlands nationaalsocialistisch filmmaker
- Lisette Teunissen (1986), Nederlands paralympisch sportster
- Jo Teunissen-Waalboer (1919-1991), Nederlands atlete
- Cristina Teuscher (1978), Amerikaans zwemster
- Paul Teutul Jr. (1974), Amerikaans ondernemer

## Tew
- Paramahamsa Tewari (1937), Indiaas natuurkundige

## Tex
- Emile den Tex (1918-2012), Nederlands geoloog
- Tia Texada (1971), Amerikaans actrice

## Tey
- Pieter Teyler van der Hulst (1702-1778), Nederlands laken- en zijdekoopman
- Hendrik van Teylingen (1938-1998), Nederlands schrijver, dichter en vertaler